# Kunst- und Baudenkmäler der Stadt Fürth
Die Kunst- und Baudenkmäler der Stadt Fürth sind einzeln nur selten
von überörtlicher Bedeutung. Als Denkmalensemble stellt Fürth jedoch eine große Besonderheit dar: So zählt Fürth zu den sechs besterhaltenen historischen deutschen Großstädten (neben Leipzig, Dresden, Regensburg, Heidelberg und Oldenburg). Fürth beansprucht den Titel „Denkmalstadt“, da es angeblich entsprechend einer Erhebung aus dem Jahre 2004 mit 17,74 Denkmälern pro 1000 Einwohner die „höchste Denkmaldichte aller deutschen Großstädte“ aufweise. Jedoch haben mindestens die Großstädte Leipzig (28,76), Heidelberg (19,38) und Dresden (18,55) höhere Quoten zu verzeichnen. Die grundsätzliche Berechtigung des Titels wird aufgrund von zahlreichen Abrissen und Entkernungen derzeit zunehmend kritisch gesehen.

## Stadtbild (Innenstadt)

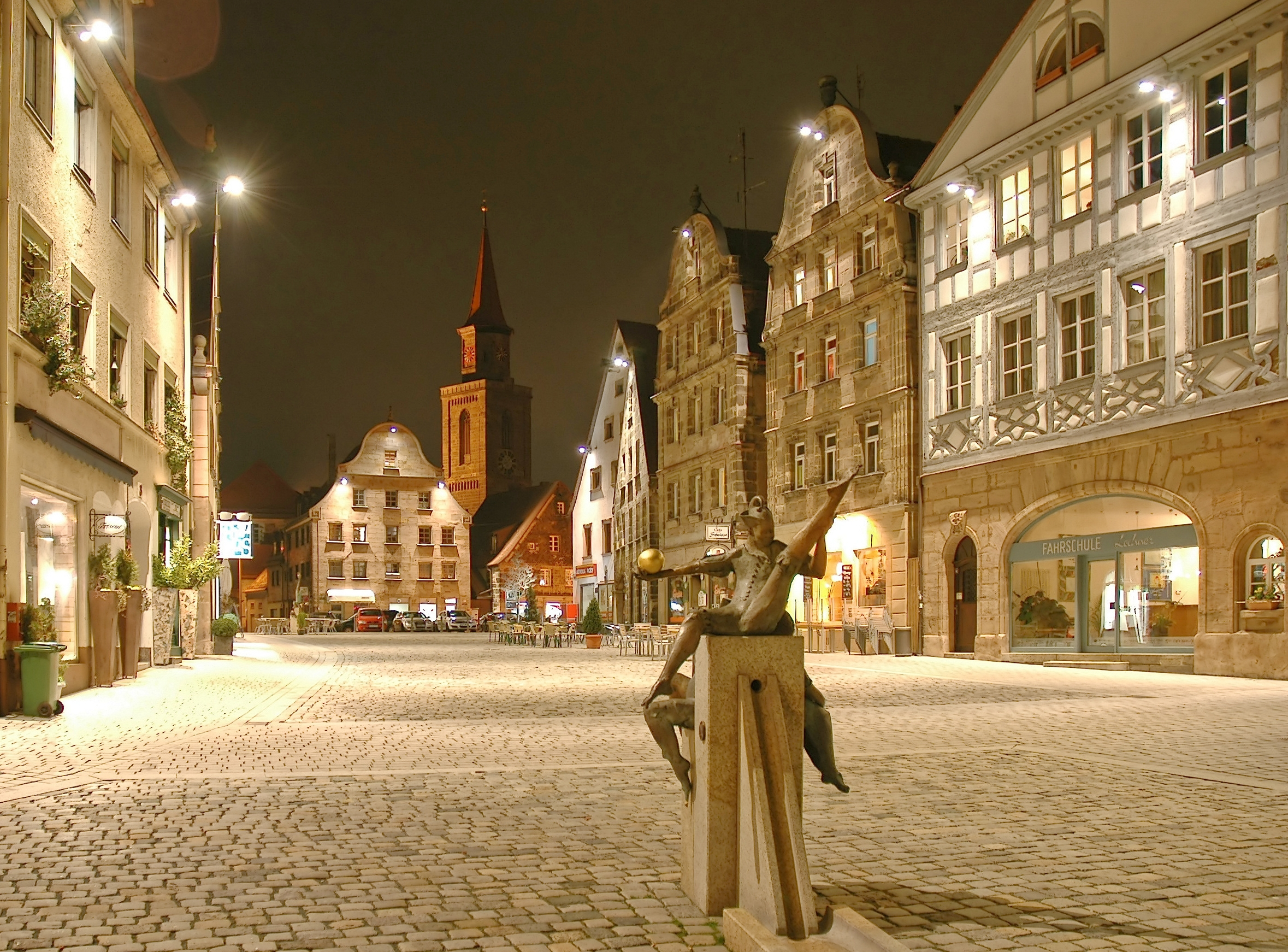
Der "Grüne Markt"

Das historische Stadtbild der Fürther Innenstadt, wie es sich seit dem 18. Jahrhundert bis in die erste Hälfte des 20. Jahrhunderts entwickelt hat, ist weitgehend erhalten. Nur an wenigen Stellen wird die historische Bebauung durch moderne Zubauten gestört wie durch die Hochhäuser am Bahnhof oder die im Zuge der Stadtsanierung im Gänsbergviertel südlich der Königsstraße in den 1970er Jahren entstandenen Bauten. Mittelalterliche Strukturen sind oberirdisch kaum noch auszumachen – einzig die Michaelskirche kann Bauteile aufweisen, die in die Zeit vor 1500 zurückgehen –, da Fürth 1634 im Dreißigjährigen Krieg bis auf wenige Häuser niederbrannte.
So prägen heute mehrere Straßenzüge mit geschlossener Bebauung des 18. bis beginnenden 19. Jahrhunderts das Bild. Der Aufschwung im 19. Jahrhundert brachte der Stadt einige ihrer Großbauten, darunter den Bahnhof, zwei neue Kirchen an der Nürnberger Straße sowie den historistischen Ausbau der Michaelskirche. Als große öffentliche Bauten sind das Rathaus und das Theater zu nennen, aber auch der an der Rednitz gelegene ehemalige Schlachthof und verschiedene Schulen.
Im fortgeschrittenen 19. und frühen 20. Jahrhundert erfuhr die Stadt eine bis heute maßgebliche Erweiterung bzw. Erneuerung der Bausubstanz. An der Hornschuchpromenade/Königswarterstraße z. B. sind noch die vielfältig gestalteten hochwertigen Wohnmietshäuser der Gründerzeit und des Jugendstils zu finden; der Streifen zwischen beiden Straßen, auf dem die erste Eisenbahn zwischen Nürnberg und Fürth verkehrte, ist heute parkartig gestaltet. Ähnlich im Stil, doch oft nicht so aufwändig sind die Straßenzüge der Stadterweiterungen bebaut (z. B. in der Südstadt).

## Bauwerke

### Kirchen

#### St. Michael

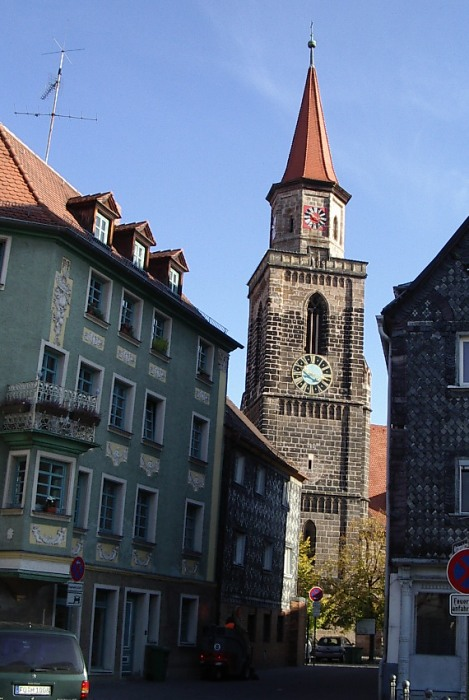
St. Michael, Westturm v.S. (14. Okt. 2003)

Die evangelisch-lutherische Kirche St. Michael (Kirchenplatz 4) stammt im Wesentlichen aus gotischer Zeit; der Bau soll jedoch in den Langhausmauern älteres romanisches Mauerwerk aufweisen. Später wurde er mehrfach umgebaut. Der Baukörper setzt sich aus einem Langhaussaal mit einem unsymmetrisch einbezogenen mächtigen Westturm, einem gestreckten polygonal gebrochenen Chor und einer an der Nordseite angefügten Sakristei zusammen. Der mächtige Westturm entwickelt sich über quadratischem Grundriss mit zunächst drei Geschossen, darüber ist ein achtseitiger Aufsatz mit Spitzhelm sehr zurückgenommen.
Die Innenraumgestaltung in neugotischen Formen von Albert Christoph Reindel (1831) vermittelt mit einer an den Längsseiten dreigeschossigen, u-förmig umlaufenden Emporenanlage ein stimmungsvolles Bild. Im Innern blieb ein spätgotisches Sakramentshaus von 8 Metern Höhe aus der Zeit um 1500/10 erhalten (vgl. Nürnberg, St. Lorenz). An der Südseite im Chor ist das originale Tympanonfeld des Westportals eingelassen, über dem Westportal befindet sich nur mehr eine Kopie. Die Christusfigur des Altars stammt von Johann Christoph Hirt (1883).

#### Sonstige Kirchen: Unsere Liebe Frau etc.

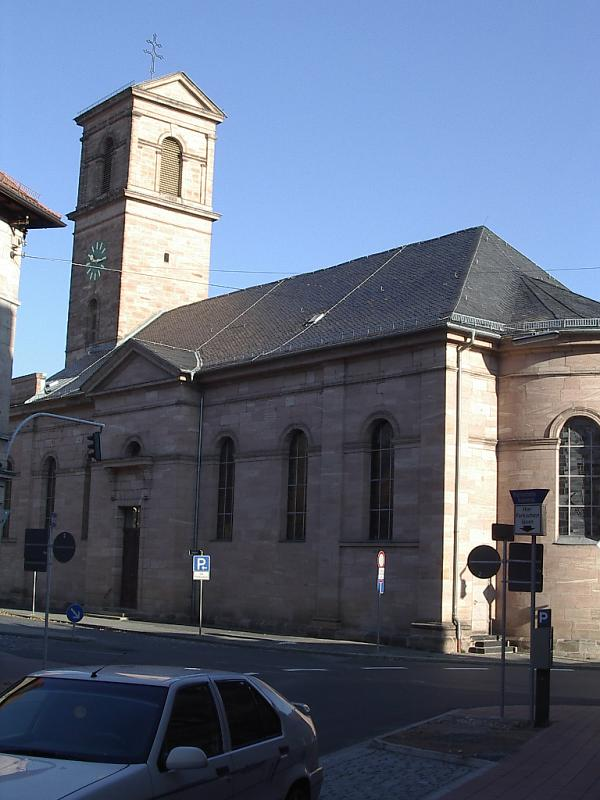
Kath. Kirche Unsere Liebe Frau von SO (ca. 8. November 2003)

Die römisch-katholische Kirche Unsere Liebe Frau (Königstraße 126) ist ein Bauwerk des späten Klassizismus (1825–29), ebenso die evangelische Auferstehungskirche (1825/26) im heutigen Stadtpark. Beide Bauwerke wurden nach Plänen von Johann Brüger erbaut. Der Entwurf für "Unsere Liebe Frau" stammt von Leo von Klenze. Die Auferstehungskirche, die ehemalige Friedhofskirche (Nürnberger Straße 15), wurde in Nord-Süd-Ausrichtung erbaut.
In der Südstadt befinden sich die neugotische Kirche St. Paul (auch Lutherkirche?) (Amalienstraße 64/auf dem Dr.-Martin-Luther-Platz) und die neubarocke Kirche St. Heinrich und Kunigunde (Frauenstraße 11), letztere im Rückgriff auf den altbayerischen Kirchenbau.

### Profane Bauwerke
Der restaurierte Liershof (Beim Liershof 1) wurde 1621 (dat.) errichtet. Es handelt sich um einen zweigeschossigen Quaderbau mit feinen Fenster- und Türprofilierungen; die hohen Giebelwände und das zweistöckige Zwerchhaus wurden aus Fachwerk errichtet. Die Wirkung der Dachlandschaft wird durch Satellitenschüsseln beeinträchtigt.
Um 1700 entstand das Lochnersche Gartenhaus (Theaterstraße 33), dem wohl 1750 (dat.) der polygonale Treppenturm angefügt wurde. Es handelt sich um ein so genanntes Gartenschlösschen, von denen es in Fürth in früheren Zeiten zahlreiche Exemplare gab. Eine durchgreifende Sanierung konnte 2004 abgeschlossen werden.

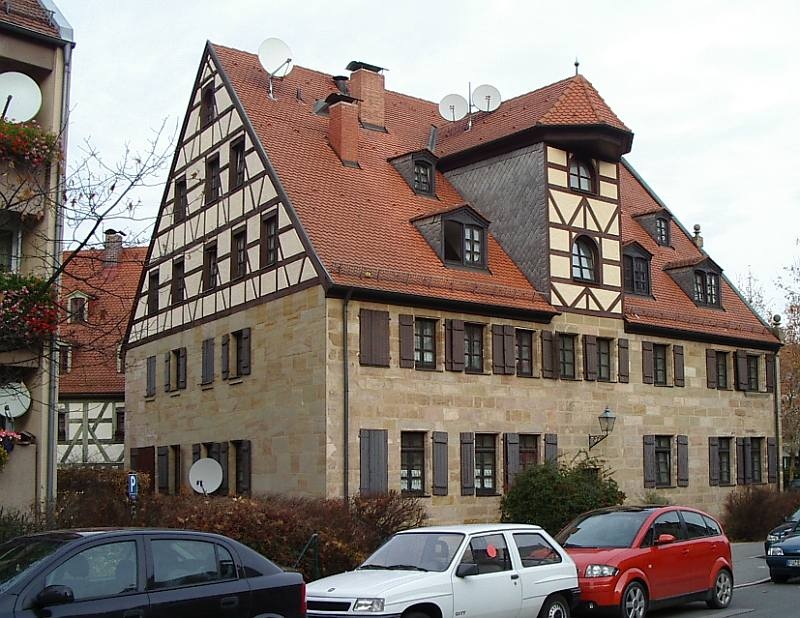
Liershof v.SO, 22. November 2003

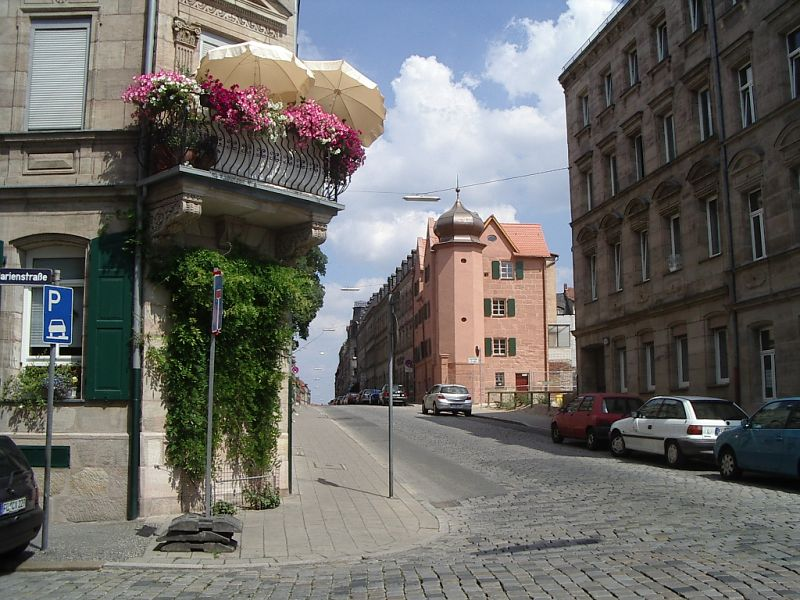
Lochnersches Gartenhaus v.SSW, 8. August 2004

#### Rathaus

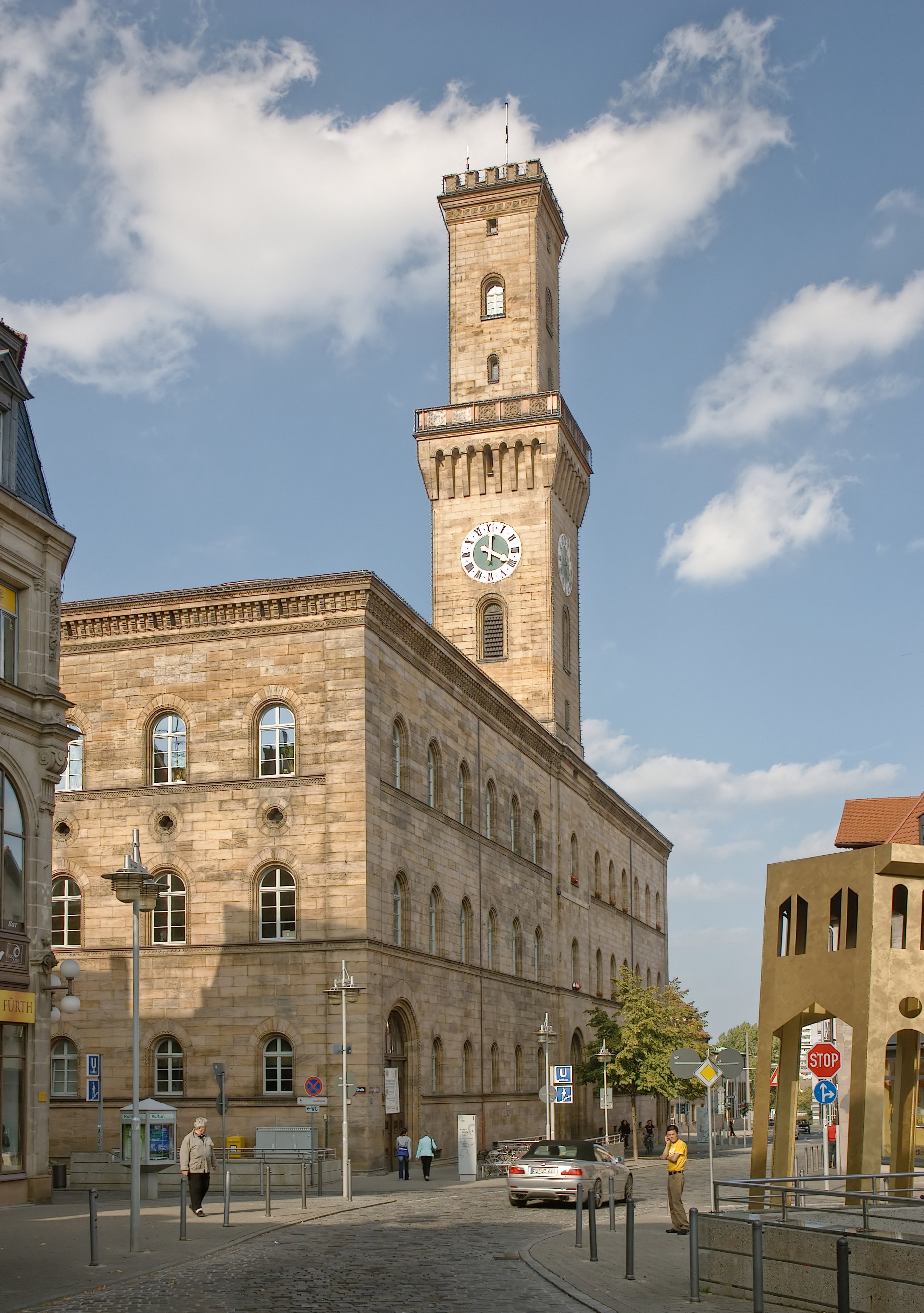
Rathaus

Das Fürther Rathaus (Königstraße 86, 88) mit einem 55 Meter hohen Turm wurde im italienischen Stil von Eduard Bürklein 1840–50 errichtet. Der Turm ist eine angepasste Nachahmung des Palazzo Vecchio in Florenz und gilt als Wahrzeichen der Stadt.
Vor dem Bau des jetzigen Rathauses diente der 1686 errichtete Vorgängerbau des ehemaligen Schießhauses (Schießplatz 5) als Rathaus. Das jetzige, 1829 neu erbaute Gebäude ist ein zweigeschossiges Sandsteinhaus im klassizistischen Stil. Seine einstige Funktion als Rathaus der nunmehrigen Großstadt sieht man dem Gebäude vor allem wegen seiner unscheinbaren Lage am Rand des alten Fürth nicht an.

#### Bahnhof

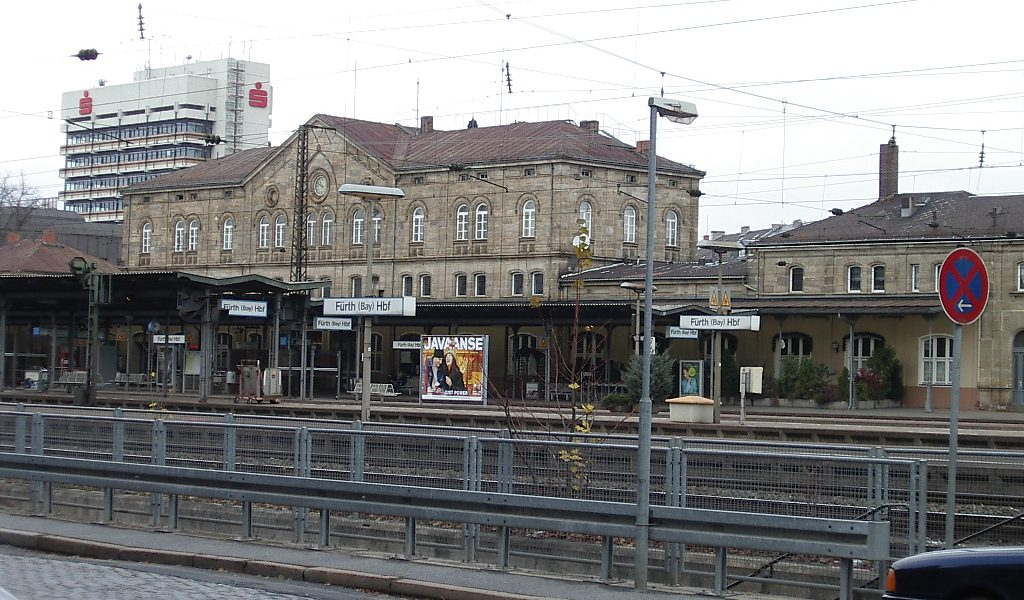
Empfangsgebäude v. SO (Nov. 2003), davor der Gleiskörper

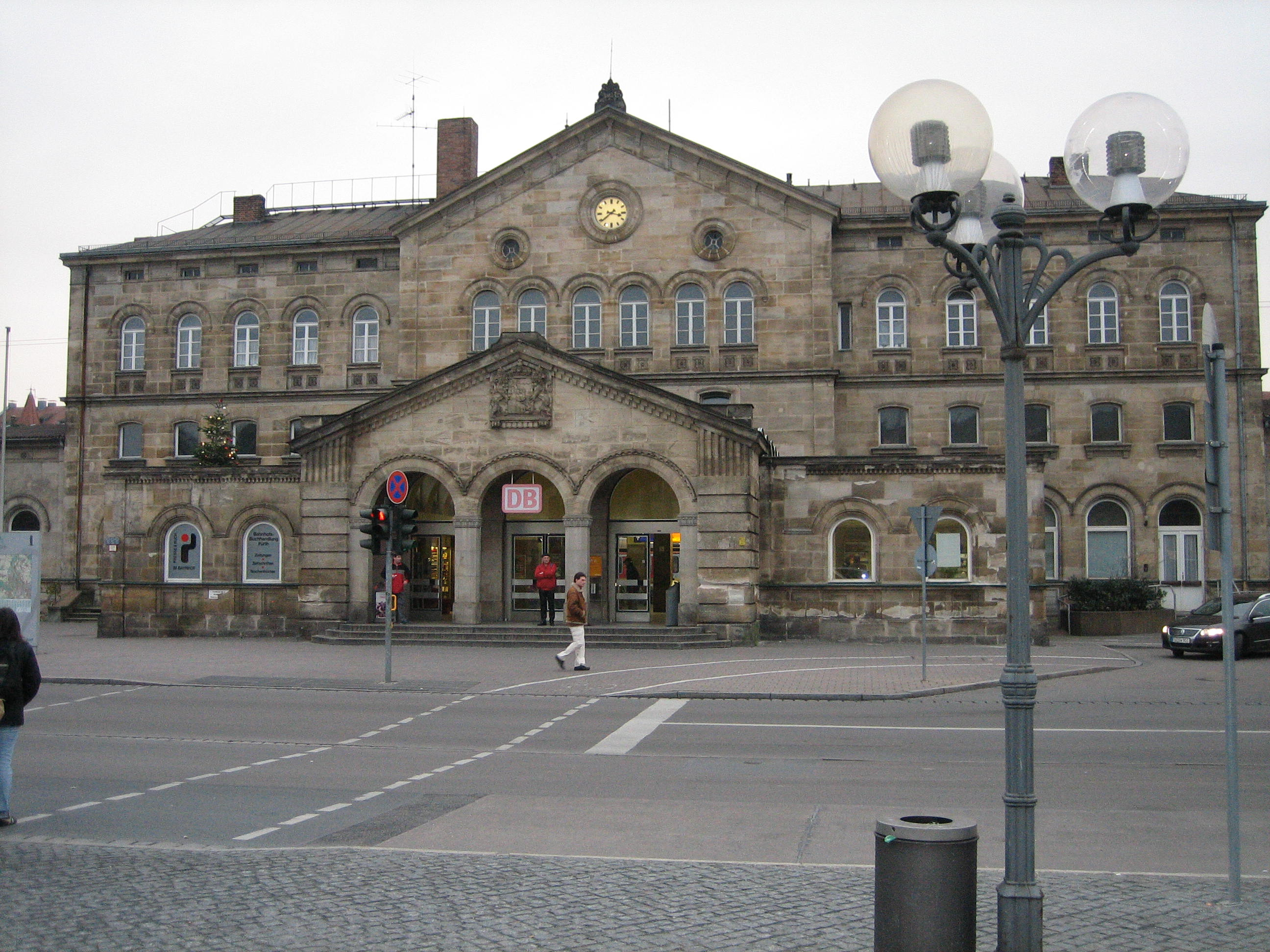
Empfangsgebäude vom Bahnhofsplatz (Dec. 2006)

Den historischen Bahnhof entwarf Eduard Rüber. Das Empfangsgebäude (Bahnhofplatz 9) wurde 1863/1864 über einem querrechteckigen Grundriss mit breitem Mittelrisalit errichtet. Die Längsseiten weisen neun, die Querseiten drei Achsen auf, dabei bestehen die Achsen an den Längsseiten zum Teil aus gekuppelten Doppelfenstern. Auf den Bahnsteigen sind zum Teil noch die ursprünglichen Überdachungen auf den gusseisernen Ständern erhalten.

#### Kulturforum(Ehemaliger Schlachthof)
Der ehemalige Schlachthof (Würzburger Straße 2), unterhalb der Stadthalle und direkt an der Rednitz gelegen, wurde 1873 bis 1881 nach dem Zürcher Vorbild erbaut und war eine wichtige gesundheitspolitische Maßnahme in der wachsenden Industriestadt. Das Fleisch konnte nun auf Krankheitserreger untersucht werden. Die nicht selten hygienischen Mängel bei Hausschlachtungen wurden vermieden. Von den vielen ursprünglichen und im Laufe der Zeit hinzugekommenen Bauten gibt es heute nur noch das Verwaltungs- und Kantinengebäude sowie die Schweine- und Rinderschlachthalle.
1991 war der Schlachthof technisch veraltet und in seiner Größe nicht mehr rentabel. Der Betrieb wurde eingestellt, Teile der Anlage abgerissen. Den ursprünglich über dem Eingang der Rinderschlachthalle befindlichen eisernen Rinderkopf nahmen die Metzger zum neuen Schlachthof nach Burgfarrnbach mit, dagegen wurde die 1996 von Prof. Gernot Rumpf geschaffene Bronzeplastik „Großer Minotaurus“ zum Signet des neuen Kulturforums, das nach kompletter Sanierung des Anwesens im Jahr 2002 entstand. Auf dem Areal des ehemaligen Schlachthofs decken zwei Spielstätten die ganze Palette kultureller Angebote ab: Konzerte, Kleinkunst und Kabarett, Literatur und Lesungen, Bildende Kunst, Filme (Programmkino Uferpalast), Inszenierungen des Stadttheaters Fürth (Schauspiel, Tanz, Kindertheater, Fränkisches Volkstheater), Theaterverein Bühne Erholung 27, Veranstaltungsort bei Festivals und Großraumprojekten in Nürnberg/Fürth/Erlangen
(wie z. B. Figurentheaterfestival, Internationales Klezmerfestival).

#### Theater

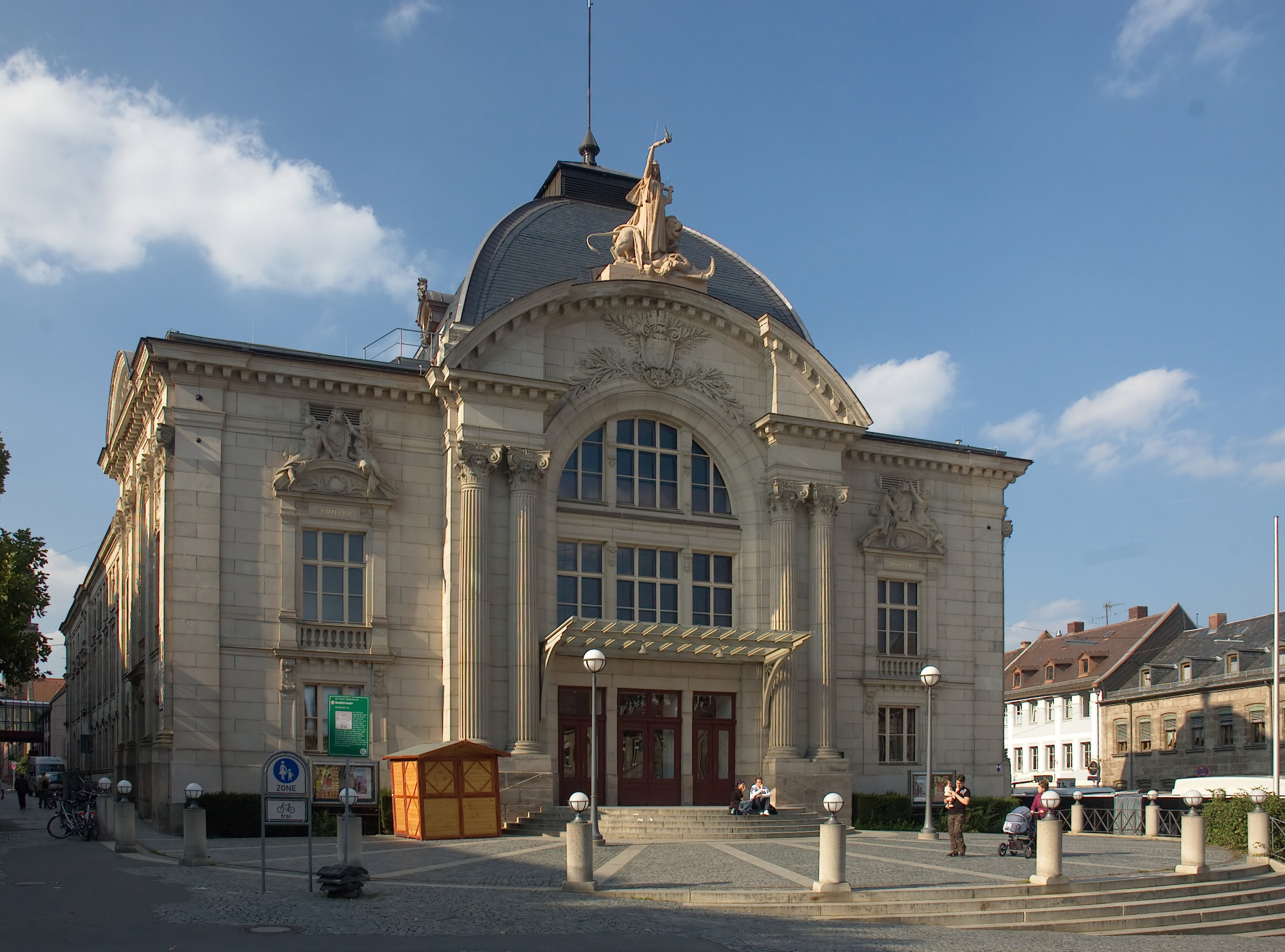
Hauptfassade des Stadttheaters

Das Stadttheater (Königstraße 116) wurde von Ferdinand Fellner d. J. vom im mitteleuropäischen Theaterbau führenden Büro Fellner & Helmer in Wien (1901/02) entworfen. Die Architekten orientierten sich dabei an der italienischen Renaissance und dem Barock. Zu dem Bau hatten die Fürther Bürger 1898, als das Vorgängerhaus aus Sicherheitsgründen geschlossen werden musste, 230.000 Reichsmark als Spenden aufgebracht.
Das Innere zeigt wiederaufgenommene Stilzüge des Rokoko (Neurokoko); 1971/72 wurde die Ausgestaltung grundlegend restauriert.

#### Weitere Gebäude

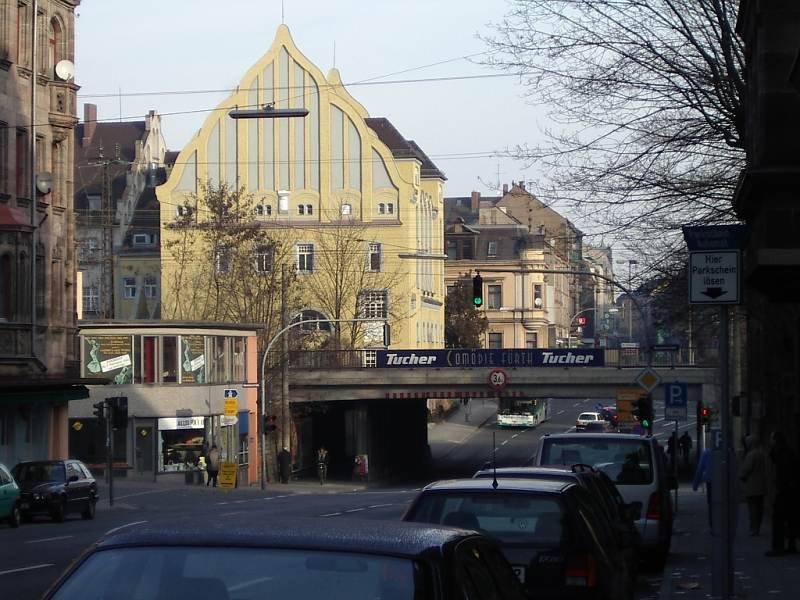
Berolzheimerianum von SSO (24. Januar 2004)

Das Berolzheimerianum (Theresienstraße 1) ist ein im Jahr 1906 erbauter Jugendstilbau, der zu
Zwecken der Volksbildung (Lesesaal, Volksbücherei, Saal für wissenschaftliche und kulturelle Veranstaltungen) von Heinrich Berolzheimer und seinen Söhnen gestiftet worden war. Das Gebäude ist heute eine Spielstätte der Comödie Fürth. Den Entwurf zu dem Gebäude lieferte der Stadtbaurat Otto Holzer.
Otto Holzer erbaute 1909 auch das Nathanstift (Tannenstraße 17, Maistraße 18) in den Formen monumentalen Jugendstil.

## Parkanlagen
Entlang der Pegnitz erstreckt sich der Stadtpark, der an der nordöstlichen, von der Pegnitz begrenzten Seite, in die Auen übergeht. Das Stadtparkcafe ist ein in den 1950er Jahren errichtetes Gebäude.
Die Dr.-Konrad-Adenauer-Anlage an der Freiheit wurde 2003–04 neu gestaltet.
Der Südstadtpark wurde im Herbst 2004 der Öffentlichkeit übergeben.

## Denkmäler

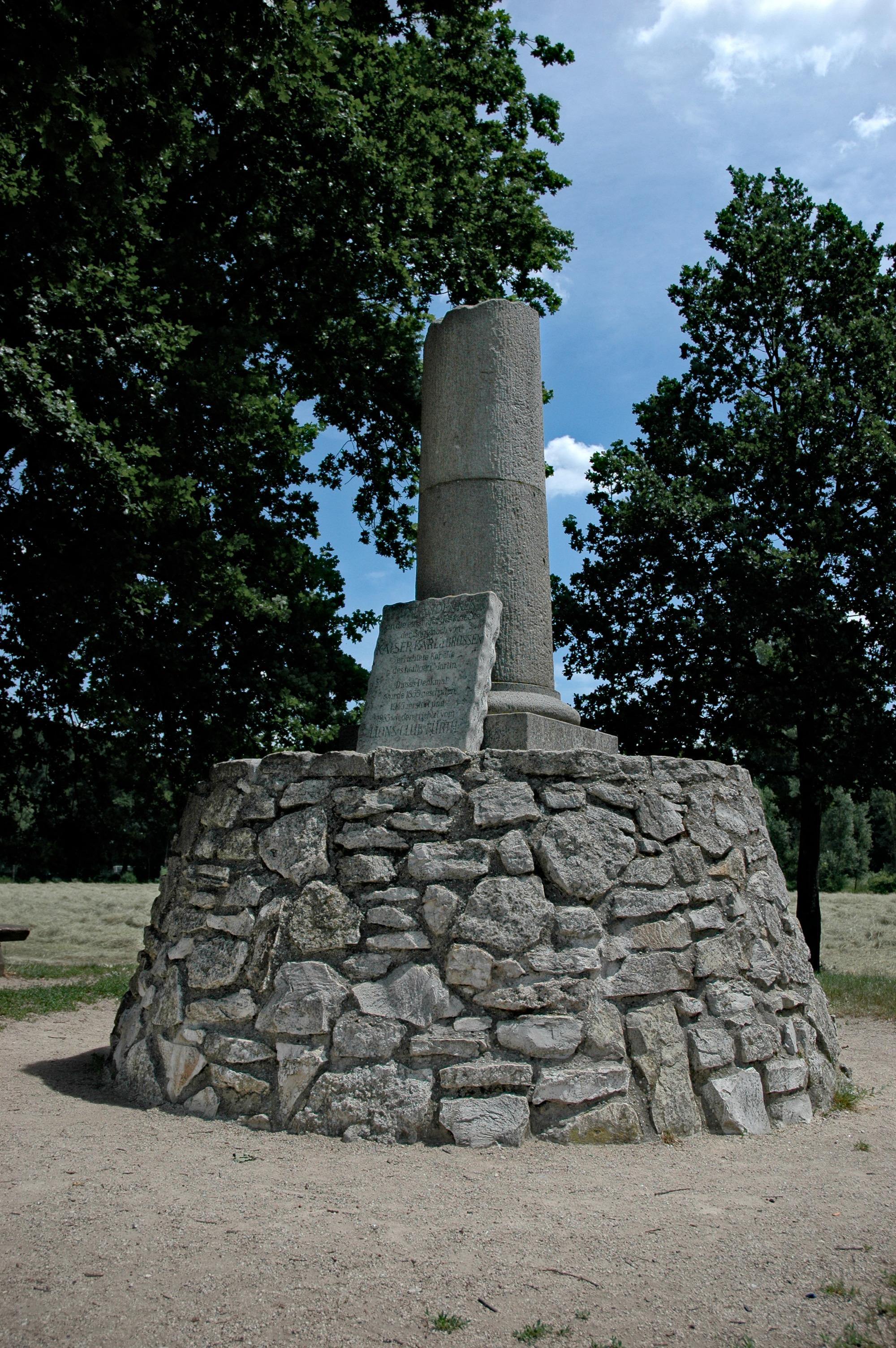
Denkmal für die legendäre Gründung durch Karl den Großen

Nördlich der Kapellenstraße befindet sich an der Kapellenruh das Denkmal für die legendäre Gründung der Martinskapelle durch Karl den Großen, das nach der Zerstörung von 1945 wieder neu aufgebaut wurde. Eine aufgesockelte gebrochene Säule ist im Kreis von Eichen umstanden.

## Brunnen

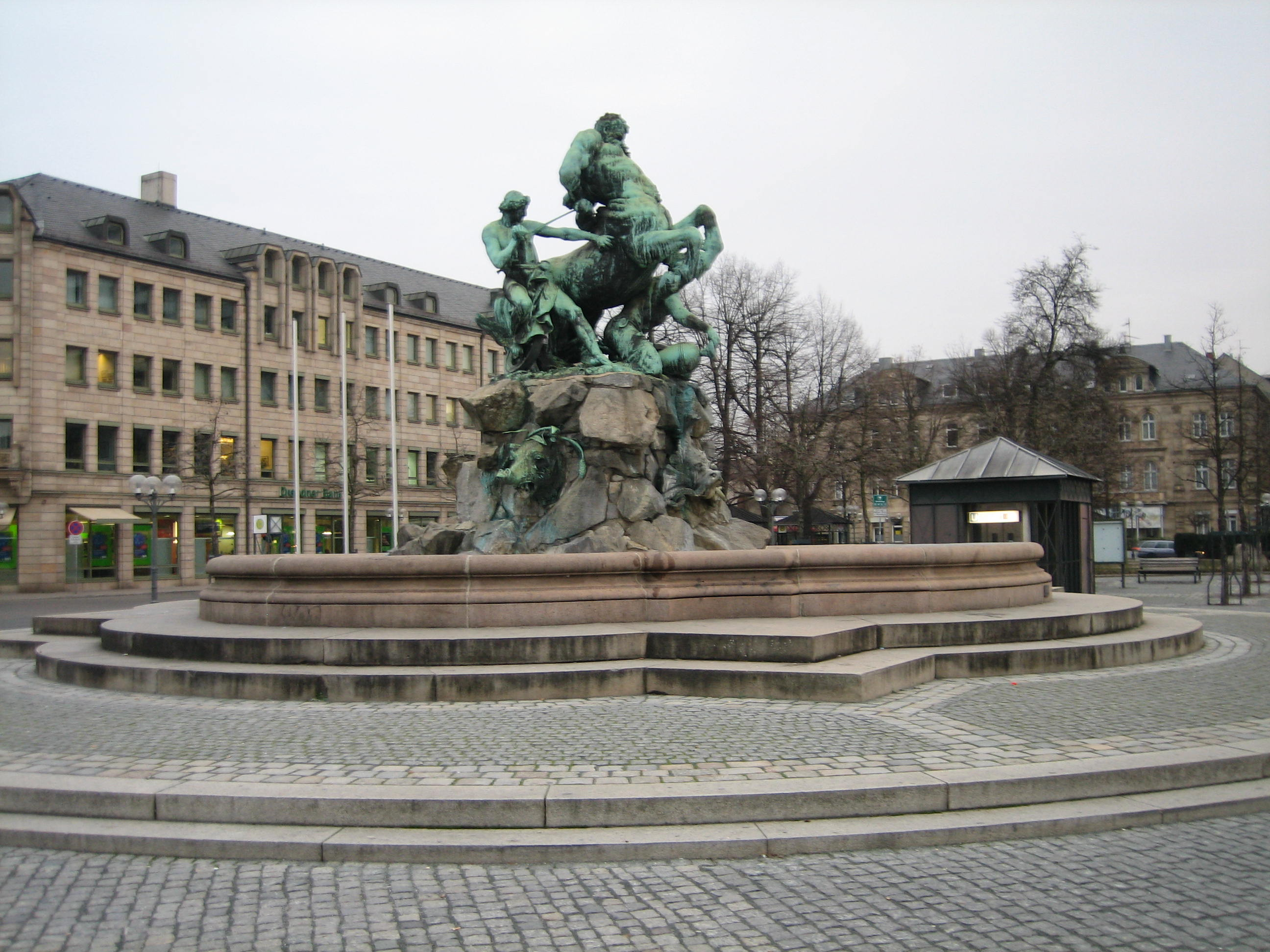
Centaurenbrunnen am Bahnhofsplatz (Dezember 2006)

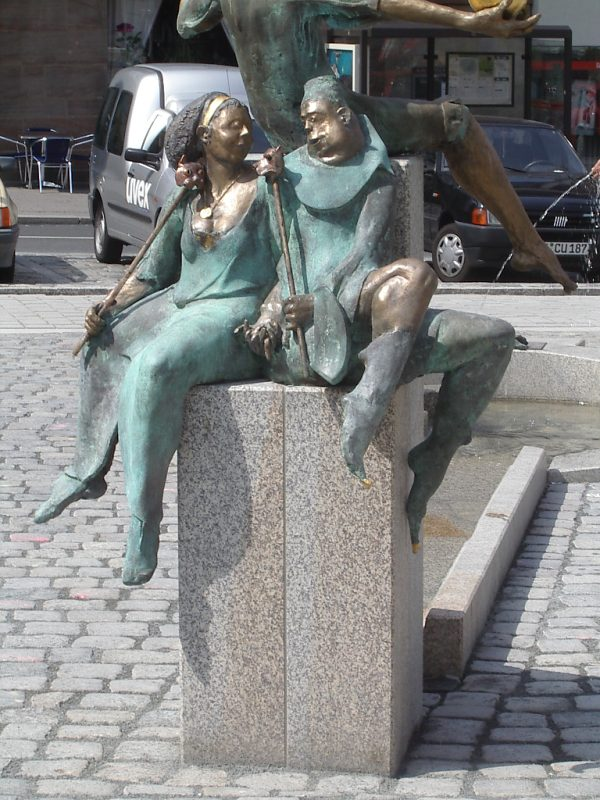
Gauklerbrunnen am Grünen Markt, Paar mit Masken, v. N (2. Juni 2004)

Den Centaurenbrunnen auf dem Bahnhofplatz schuf Rudolf Maison; das Werk
wurde 1890 der Öffentlichkeit übergeben.
Der Paradiesbrunnen (1995) von Barbara und Gernot Rumpf auf der Kleinen Freiheit (Dr.-Max-Grundig-Anlage) ist so angelegt, dass er auch von Kindern bespielt werden kann.
Der Gauklerbrunnen (2004) von Harro Frey am Grünen Markt ist der jüngste Brunnen der Stadt; er setzt sich aus 3 eigenständigen Figurengruppen zusammen, von denen zwei durch Wasserelemente verbunden sind.

## Museen

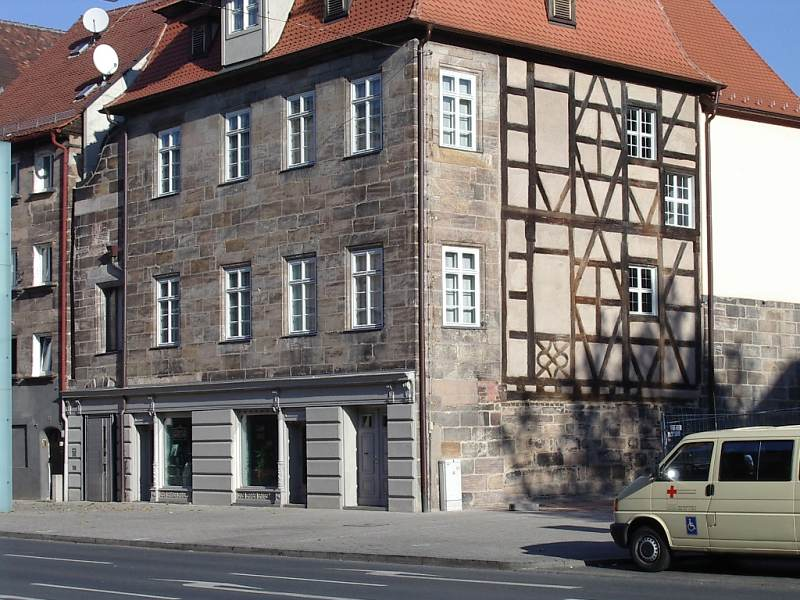
Jüdisches Museum Franken von SO (ca. 8. November 2003)

Das Jüdische Museum Franken in Fürth (Königstraße 89), einer der beiden Standorte des Jüdischen Museums Franken wurde 1999 eröffnet. Im Kernbestand geht das Haus bis ins 17. Jahrhundert zurück; es wurde bis ins späte 19. Jahrhundert von jüdischen Familien bewohnt. Stuckdecken, ein Ritualbad im Keller und eine historische Laubhütte im Hinterhaus haben sich erhalten. Dem als Begegnungsstätte konzipierten Haus sind auch eine Buchhandlung und eine Cafeteria angeschlossen.
Außerdem befinden sich in Fürth das Fürther Rundfunkmuseum (Kurgartenstraße 37) und das Stadtmuseum Fürth (bis 2006 im Schloss in Burgfarrnbach, Schloßhof 12; seit 2007 unter dem Namen Stadtmuseum Fürth Ludwig Erhard im alten Leopold-Ullstein-Schulhaus, Ottostraße 2)